# Netley Abbey
Netley Abbey (ursprünglich Letley; Locus Sancti Eduardi) ist eine ehemalige Zisterzienserabtei im Ort Netley Abbey unmittelbar östlich von Southampton in Hampshire, England, rund 1 km vom Southampton Water.

## Geschichte
Das Kloster wurde 1239 zusammen mit Kloster La Clarté-Dieu in Frankreich auf Veranlassung des im Jahr 1238 verstorbenen Peter des Roches, des Bischofs von Winchester, gegründet und von der nahegelegenen Beaulieu Abbey besiedelt. Die gehörte damit der Filiation von Cîteaux an. König Heinrich III. nahm die Abtei unter seinen Schutz und ergänzte die Ausstattung, die Peter des Roches ihr hatte zukommen lassen. Jedoch verschuldete sich das Kloster im 14. Jahrhundert stark und 1328 musste die Regierung John of Mere als Verwalter ernennen. Die Lage des Klosters besserte sich aber nicht nachhaltig. Die Gastfreundschaft der Abtei war anerkannt. Im Valor Ecclesiasticus von 1535 wurde das Jahreseinkommen der Abtei auf 160 Pfund brutto veranschlagt. Damit fiel das Kloster unter die erste Aufhebungswelle des Jahrs 1536. Der Abt Thomas Stevens und die verbliebenen sieben Mönche mussten das Haus an den König übergeben und begaben sich überwiegend nach Beaulieu, das aber selbst 1538 aufgelöst wurde. Das Kloster und einige seiner Güter erhielt Sir William Paulet, der spätere Marquess of Winchester, der das Kloster zu einem Herrenhaus umbaute. Aus dem Mittelschiff der Kirche wurde eine große Halle, aus dem Querschiff wurden Appartements und aus dem Presbyterium eine Kapelle. Südflügel und Kreuzgang wurden beseitigt. Später gelangte die Anlage an William Seymour, den Marquess of Hertford, und den Earl of Huntingdon. 1704 entschloss sich Sir Berkeley Lucy als neuer Eigentümer zum Abbruch, der allerdings zum Stehen kam. Um 1760 wurde das nördliche Querhaus nach Cranbury Park bei Winchester übertragen, wo es noch als „Folly“ erhalten ist. Die dachlose Ruine wurde in der zweiten Hälfte des 18. Jahrhunderts und noch mehr im 19. Jahrhundert zur Attraktion. 1860 wurden Ausgrabungen vorgenommen und 1922 wurde die Abtei in staatliche Obhut genommen.

## Anlage und Bauten
Die ruinös erhaltene Anlage entsprach im Wesentlichen dem „bernhardinischen Plan“, mit kreuzförmiger Kirche im Norden, das Querhaus mit je zwei Nebenkapellen an der Ostseite, dreischiffigem Langhaus zu acht Jochen und einem Rechteckchor mit Chorumgang. Von der Westfassade ist noch das große spitzbogige Fenster, dessen Maßwerk verschwunden ist, erhalten. Das Südquerhaus ist fast vollständig erhalten. Vom Ostfenster sind noch Teile des Maßwerks vorhanden. Die Klausur lag südlich der Kirche; Teile des Ost-, Süd- und des bemerkenswert kleinen Konversenflügels im Westen sind erhalten, darunter der dreifache Zugang zum Kapitelsaal.